# Marguerite Steinheil
Pour les autres membres de la famille, voir Famille Japy.
Marguerite Jeanne Japy, épouse Steinheil, dite Meg, née le 16 avril 1869 à Beaucourt (Territoire de Belfort) et morte le 18 juillet 1954 à Hove (Sussex , Royaume-Uni), est une célèbre salonnière et demi-mondaine française.
Épouse du peintre Adolphe Steinheil jusqu'en 1908, elle est connue pour avoir entretenu une liaison avec le président Félix Faure — mort dans ses bras au palais de l'Élysée — et pour avoir ensuite été au cœur de l'affaire Steinheil.

## Biographie

### De bonnes origines
Issue d'une riche famille industrielle, les Japy, qui furent des associés de la famille Peugeot, Marguerite Jeanne Japy est la fille d’Édouard Louis Frédéric Japy (1832-1888), agronome et industriel protestant devenu rentier. Sa mère, Émilie Rau, est une fille d’aubergiste. Marguerite Japy étudie le piano et le violon et reçoit l'éducation soignée d'une jeune fille de la très bonne bourgeoisie provinciale. Elle fait ses débuts dans le monde dès 1886 en participant à des bals de garnison. Elle s’éprend d’un jeune officier ami de son frère, Pascal Sheffer, liaison à laquelle son père met un terme.
Âgée de vingt ans, elle se rend à Bayonne chez sa sœur aînée afin de se changer les idées ; elle y rencontre le peintre Adolphe Steinheil, neveu du peintre Meissonier. Elle le retrouve plus tard à Biarritz, où il exécute des fresques pour la cathédrale de Bayonne. Le 9 juillet 1890, elle l'épouse au temple protestant de la petite ville de Beaucourt où elle est née 21 ans plus tôt. Ils ont une fille, Marthe née le 25 juin 1891  à Paris. Mais bientôt, la mésentente s’installe au sein du couple, qui évite le divorce mais vit sans intimité. Désormais, elle comme lui mènent librement leur vie sentimentale.
Elle devient par ailleurs une figure importante de la vie parisienne. Son salon est fréquenté par la bonne société : Gounod, Lesseps, Massenet, Coppée, Zola, Loti font partie de ses invités.

### La maîtresse du président Faure
En 1897, lors d'un séjour à Chamonix, elle est présentée au président Félix Faure, qui confie une commande officielle à son époux. Cette commande donne souvent l'occasion au président de se rendre impasse Ronsin à Paris, dans la villa du couple Steinheil. Bientôt, Marguerite Steinheil devient la maîtresse du chef de l'État et le rejoint régulièrement dans le « salon bleu », pièce discrète et intime située au rez-de-chaussée de l'Élysée.
Félix entretient alors le projet de divorcer de son épouse Berthe, afin d'épouser en secondes noces Marguerite.
Le 16 février 1899, le président lui fait porter un message pour qu'elle passe le voir en fin d’après-midi. Quelques instants après son arrivée, les domestiques entendent des coups de sonnette et accourent dans le salon bleu : allongé sur un divan, pantalon et caleçon descendus sur les chevilles, Félix Faure râle tandis que Marguerite Steinheil rajuste avec précipitation ses vêtements en désordre. Le chef de l'État meurt quelques heures plus tard.
Officiellement, sa mort est due à une hémorragie cérébrale, une « attaque » comme on dit alors. Bien que les services de l’Élysée tentent de dissimuler que cet accident vasculaire cérébral est survenu lors d'une fellation, les circonstances exactes de la mort sont vite connues des gens « bien informés ». Le Journal du peuple titre « Félix Faure a trop sacrifié à Vénus ». On connaît cet échange supposé entre le majordome de Félix Faure et le prêtre appelé à l’Élysée en catastrophe pour administrer les derniers sacrements : « Le président a-t-il encore sa connaissance ? — Non, monsieur l’abbé, elle est sortie par l'escalier de service. » Ce dialogue a probablement été inventé de toutes pièces pour faire un bon jeu de mots et il en existe une variante où ce n'est plus le prêtre mais le médecin qui pose la question au maître d'hôtel[réf. nécessaire]. On attribue aussi un autre mot d'esprit à Clemenceau : « Il se voulait César, mais ne fut que Pompée ». Les circonstances de la mort de Félix Faure valent à sa maîtresse le sobriquet de la pompe funèbre. Concernant les causes de la mort de Félix Faure, les médecins de l'époque parlent officiellement d'apoplexie, mais il est possible qu'elle résulte de l'absorption d'une trop forte dose de cantharide officinale, aphrodisiaque puissant aux effets secondaires importants — à moins qu'il ne s'agît de l'aphrodisiaque à base de quinine qu'il se faisait apporter par son huissier comme à son habitude.
Ce scandale demeure partiellement caché à l'opinion publique, à l'époque des faits, mais refait surface neuf ans plus tard lorsqu'en 1909 éclate une affaire criminelle dans laquelle Marguerite Steinheil est impliquée.

### Une importante femme du monde

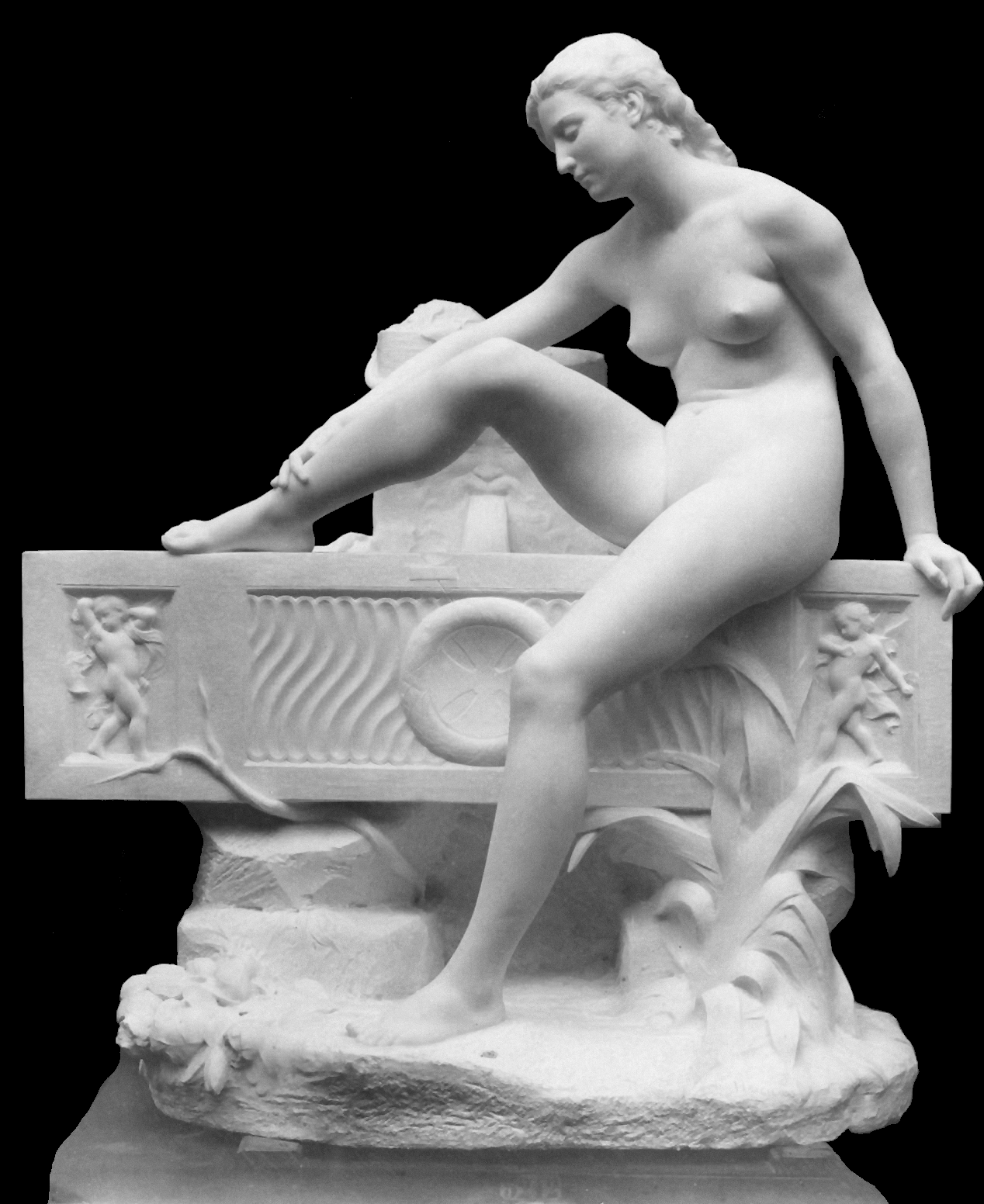
Jean-Baptiste Hugues, Muse de la Source, 1893, Chartres, jardin d'horticulture.

Après la mort de Félix Faure, Marguerite Steinheil, bénéficiant désormais d'une « notoriété flatteuse » dans le monde politique, devient la maîtresse de diverses personnalités, dont le ministre Aristide Briand et le roi du Cambodge. Selon ses Mémoires, qu'elle écrit vers 1912, elle et son époux reçoivent la visite d’un mystérieux visiteur allemand qui leur rachète l’une après l’autre les perles d’un collier autrefois offert par Félix Faure (le « collier présidentiel ») et leur réclame le manuscrit des Mémoires du président défunt qu'il lui aurait confié. Ce dernier point prête au doute car on ne voit pas pourquoi et comment Marguerite Steinheil, qui n'est pas retournée à l’Élysée après la mort de Félix Faure, peut se retrouver en possession des mémoires présidentiels. L'enquête et le procès qui, en 1908 et 1909, suivent l'assassinat d'Adolphe Steinheil ayant amplement démontré la personnalité narcissique et affabulatrice de Marguerite, ce qu'elle écrit ultérieurement dans ses mémoires est par conséquent sujet à caution.
En février 1908, elle fait la connaissance d’un industriel, Maurice Borderel, maire de Balaives-et-Butz, commune du département des Ardennes, dont elle devient également la maîtresse.
Le 7 avril 1908, Adolphe Steinheil expose des toiles dans son atelier, attirant le Tout-Paris. L'afflux de visiteurs laisse à supposer qu'ils sont plus attirés par l'espoir de croiser Marguerite Steinheil que par la qualité artistique des réalisations du peintre.
En outre, Marguerite Steinheil pose pour des artistes : par exemple, la statue en marbre de la Muse de la Source (1893), œuvre du sculpteur marseillais Jean-Baptiste Hugues, reproduit ses traits. Cette statue acquise par l'État au Salon de 1894 a orné l'hôtel du ministre des Affaires étrangères en 1897, puis fut déposée au musée des Beaux-Arts de Chartres en 1910 avant d'être placée dans le jardin d'horticulture de cette ville. Un exemplaire en bronze est conservé à Paris au musée d'Orsay.

### L’affaire Steinheil: la déchéance

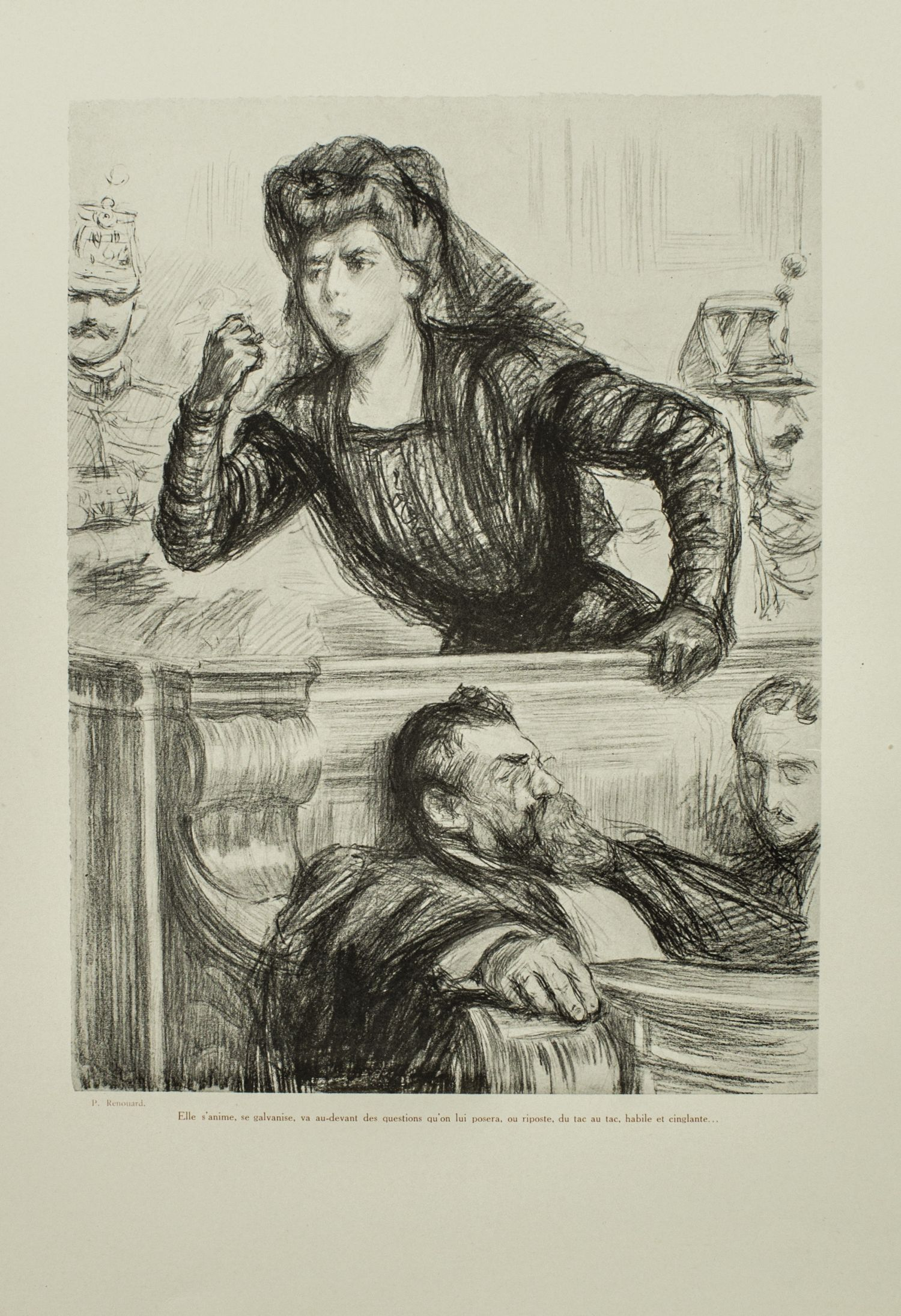
Marguerite Steinheil et son avocat, maître Antony Aubin.

Le 30 mai 1908, Émilie Japy, mère de Marguerite Steinheil, passe quelques jours chez sa fille, impasse Ronsin, à Paris. Initialement prévu le soir, son départ est en dernière minute reporté au lendemain. Le lendemain 31 mai, à 6 h du matin, le domestique Rémy Couillard descend de sa chambre, située sous les combles, et constate que toutes les portes du premier étage sont ouvertes : parcourant les chambres, il découvre successivement les corps d'Émilie Japy et d’Adolphe Steinheil.
Le peintre Adolphe Steinheil est retrouvé dans son cabinet de toilette, vêtu de sa chemise de nuit et étranglé par une cordelette encore nouée autour de son cou. Émilie Japy est aussi retrouvée étranglée par une cordelette sur le lit de sa chambre, comme le montrent les photos de police. Quant à Marguerite Steinheil, elle est bâillonnée et ligotée sur un lit. Elle explique aux policiers avoir été attachée par trois personnes — deux hommes et une femme rousse — en habits noirs.
Les services de police soupçonnent d’abord Marguerite Steinheil d'avoir organisé l'assassinat de son mari en le maquillant en crime crapuleux, mais faute de preuves tangibles, l’accusation est abandonnée. Ensuite, les enquêteurs supposent que le mobile des trois voleurs est en réalité de retrouver des documents secrets ayant appartenu au président Faure, sans doute en rapport avec l’affaire Dreyfus, puis les choses se tassent. Mais, Marguerite Steinheil se montre impatiente face à l'inertie de la police : elle  relance l’enquête en accusant Rémy Couillard, son domestique, en déclarant avoir trouvé une perle dans les poches de celui-ci, perle qu’elle avait affirmé s’être fait voler lors de l'agression. Démasquée en plein délit de mensonge, elle cherche alors à faire accuser Alexandre Wolff, le fils de sa gouvernante, mais celui-ci a un alibi irréfutable. Durant l’instruction, elle ne cesse de varier ses versions, accusant une personne puis une autre, allant jusqu'à s'accuser elle-même avant de se rétracter.
Le 4 novembre 1908, le juge d’instruction, Joseph Leydet, la fait arrêter et incarcérer à la prison Saint-Lazare. Elle y passera plus de 300 jours. Le juge se récuse lui-même le 27 novembre 1908 parce que ses relations antérieures avec l'accusée ne lui permettent pas d'instruire en toute indépendance et le dossier est transmis à un nouveau juge, M. André. Le procès s’ouvre un an plus tard, le 3 novembre 1909. La cour d’assises de Paris est présidée par M. de Vallès et Marguerite Steinheil est défendue par Maître Antony Aubin, assisté de Maître Landowski. Pendant le procès, quand elle est mise face à ses contradictions, les répliques de l'accusée fusent :
— « J’ai menti pour protéger ma vie de femme.

— Jusqu’en 1905, vous rencontriez vos amants à l’hôtel ? 

— J’avais cette délicatesse ! »
Le procès est très médiatisé : on y apprend notamment que Marguerite Steinheil avait de nombreux « admirateurs », parmi lesquels le roi Sisowath du Cambodge. L’opposition anti-dreyfusarde, cherchant alors à faire de cette affaire un procès politique, accuse Marguerite Steinheil d’avoir empoisonné Félix Faure pour le compte du « syndicat juif », parce que le président s’était déclaré hostile à la révision du procès Dreyfus. Le 14 novembre, après une plaidoirie de son avocat de plus de sept heures, elle est acquittée par les jurés, bien que le président du tribunal eût souligné que ses explications étaient un « tissu de mensonges ».

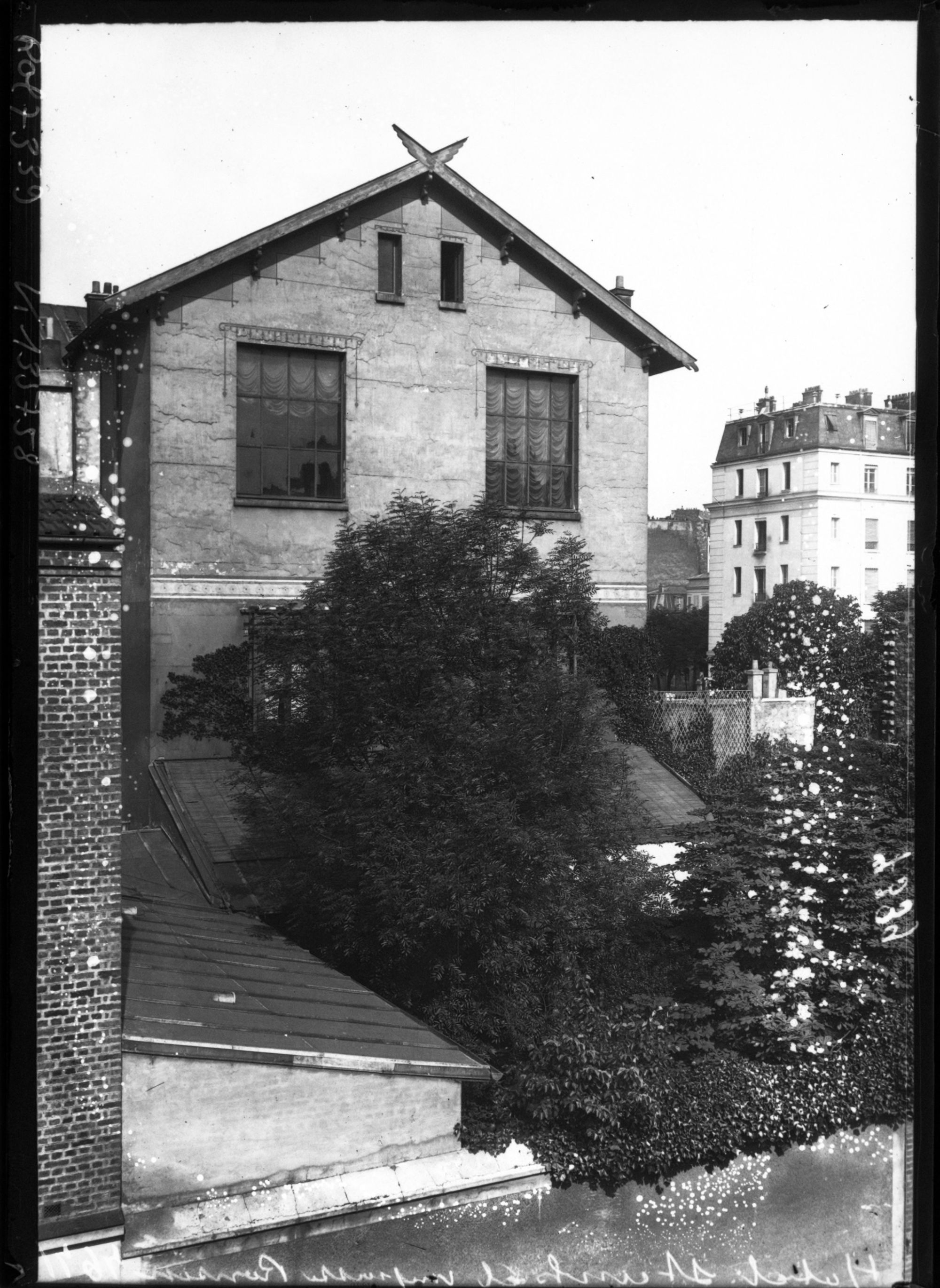
La villa, théâtre du double meurtre de l'affaire Steinheil, 6 bis, impasse Ronsin à Paris, photographiée en 1909.
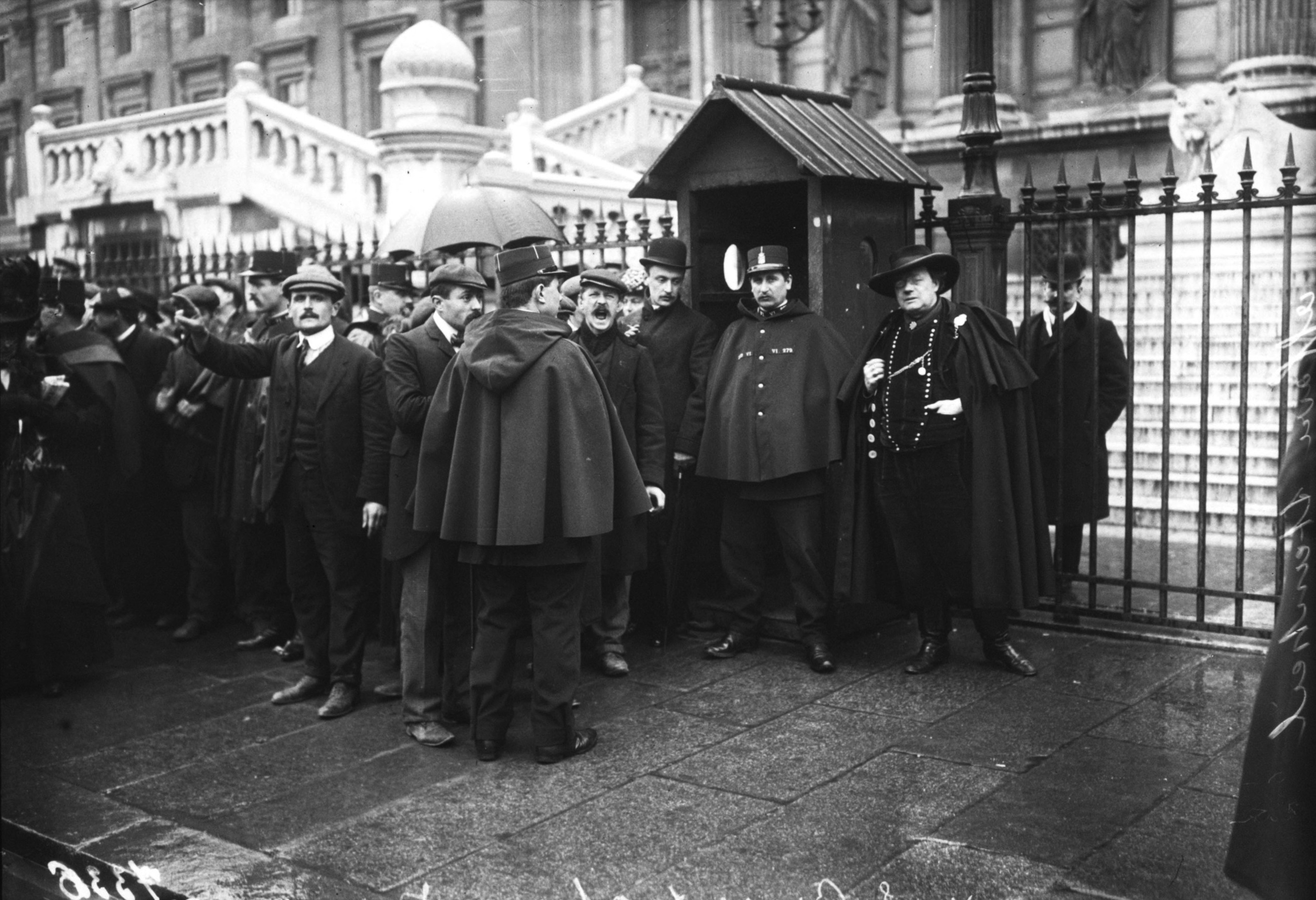
Foule devant le palais de Justice de Paris lors du procès de Marguerite Steinheil en novembre 1909.
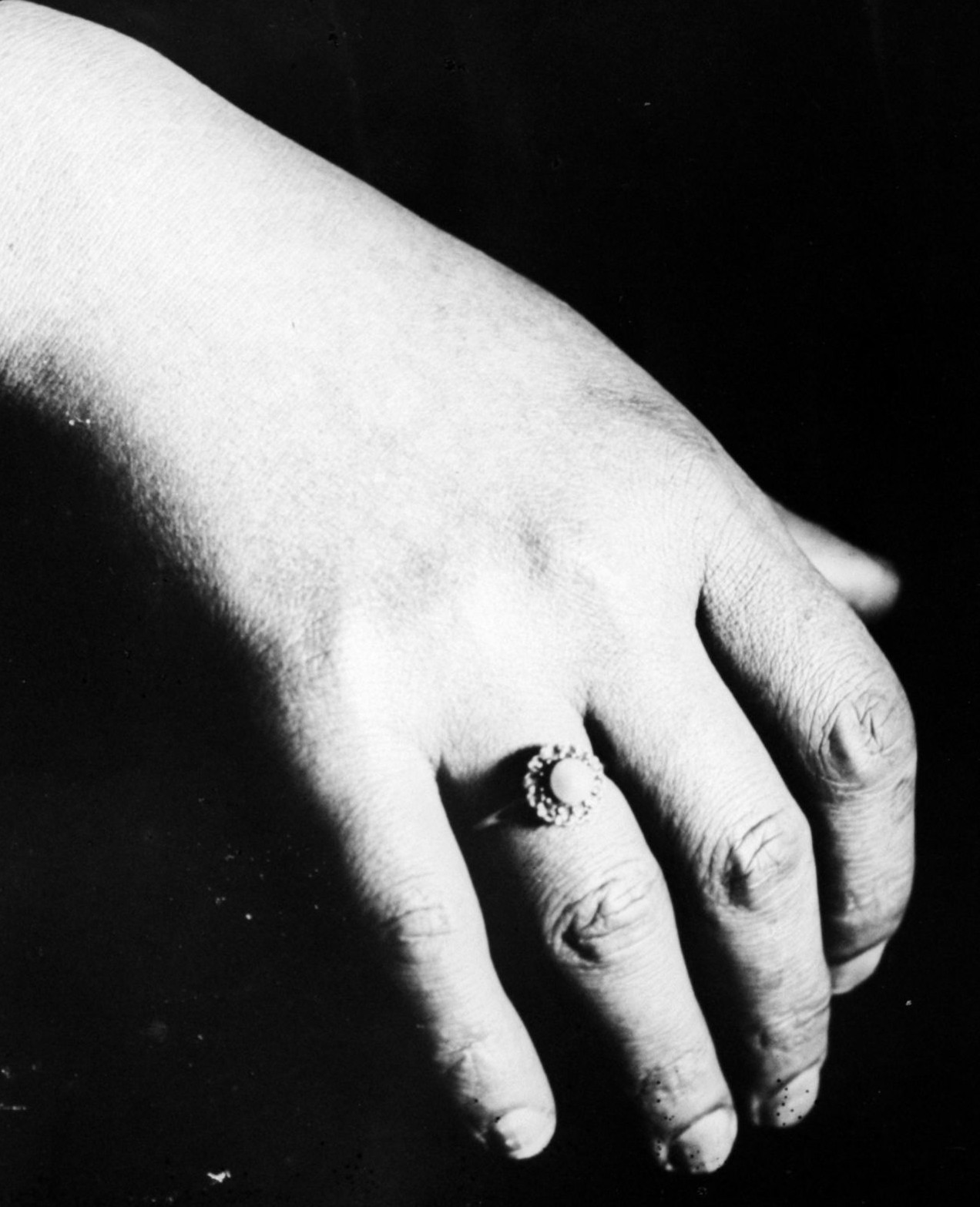
La bague de Marguerite Steinheil, photographiée à sa main lors de son procès.

### Une lady
Après le procès, Marguerite Steinheil part vivre à Londres sous le nom de Mme de Serignac. Elle rédige ses mémoires en 1912. Deux ans plus tard, Hargrave Lee Adam publie à Londres chez T. Werner Laurie une enquête dans laquelle il accuse Marguerite Steinheil d'avoir menti lors de son procès. Le livre est saisi et retiré des rayons de la British Library à la demande de Marguerite Steinheil. Le 26 juin 1917, elle épouse Lord Robert Brooke Campbell Scarlett (en), 6e baron Abinger et devient Lady Abinger. Son mari meurt en 1927. La même année, elle aurait été victime d'un enlèvement au Maroc, alors protectorat français, et libérée contre une rançon considérable, que Sylvie Lausberg, dans son ouvrage de 2019, relie aux documents de Félix Faure évoqués lors de son procès 19 ans plus tôt.
Marguerite Steinheil meurt le 18 juillet 1954 dans une maison de repos de Hove dans le comté du Sussex.